# Paleacrita
Paleacrita is een geslacht van vlinders van de familie spanners (Geometridae), uit de onderfamilie Ennominae.

## Soorten
- P. longiciliata Hulst, 1898
- P. merriccata Dyar, 1903
- P. vernata Peck, 1795